# Stora Ekorrtjärnen
Stora Ekorrtjärnen är en sjö i Arvika kommun i Värmland och ingår i Göta älvs huvudavrinningsområde. Sjöns area är 0,02 kvadratkilometer och den befinner sig 163 meter över havet.